# 穆沃戈河
2°12′31″S 29°33′42″E / 2.208477°S 29.561634°E

穆沃戈河是盧旺達的河流，位於該國西部，屬於尼亞巴隆哥河的支流，發源自尼亞馬加貝縣，是恩延扎的主要水源，支流有魯卡拉拉河。